# Masdevallia teaguei
Jostia teaguei là một loài thực vật có hoa trong họ Lan. Loài này được Luer mô tả khoa học đầu tiên năm 1978.

## Hình ảnh

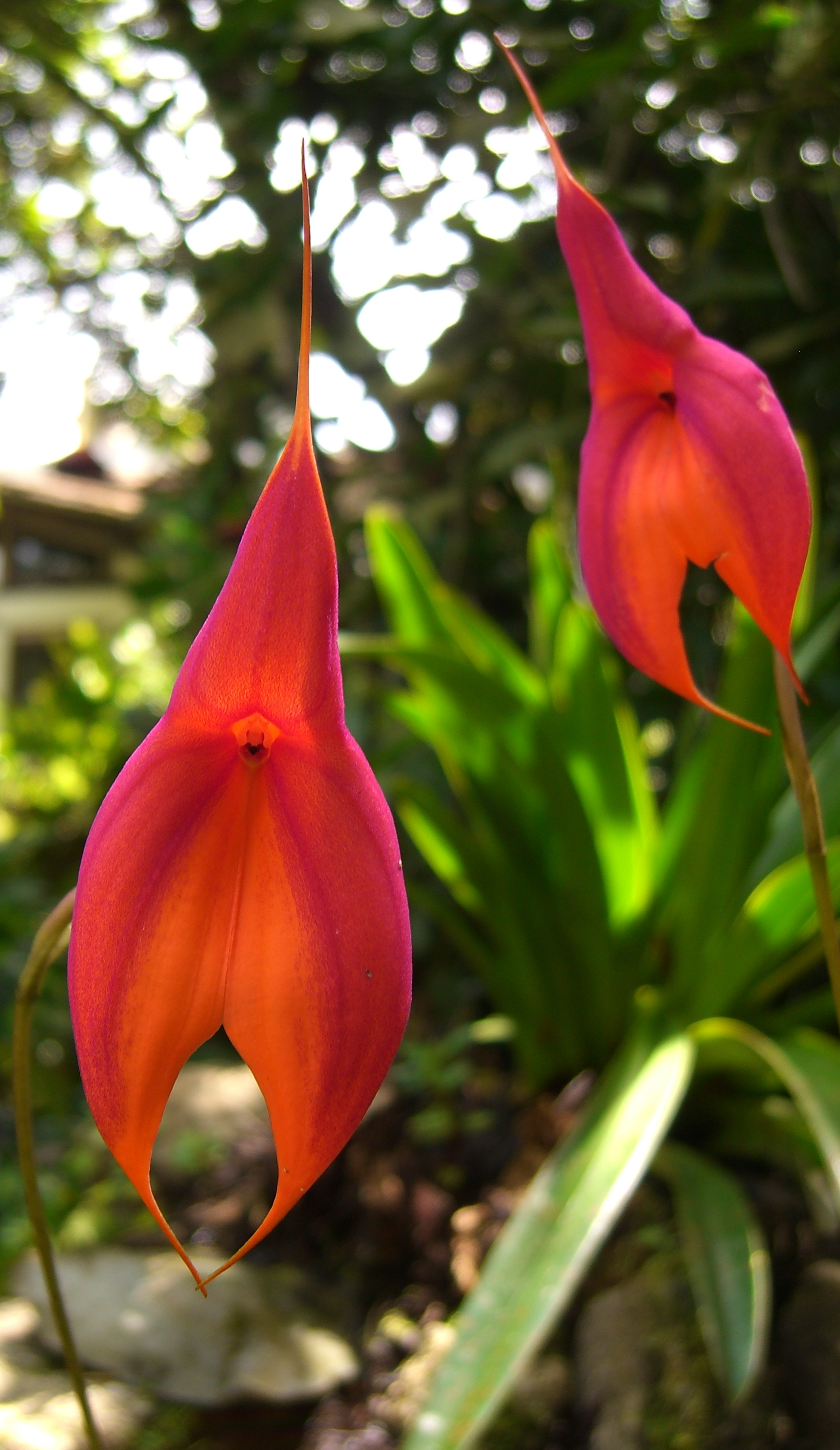